# Simitli
Simitli é um município da Bulgária localizado na província de Blagoevgrad.

## Demografia
O município de Simitli possui 14712 habitantes (31/12/2010), sendo 7.280 homens e 7.432 mulheres, 6.781 urbana e 7.931 rural.
Evolução da população na cidade de Simitli, sede do município:
| Simitli | Simitli | Simitli | Simitli | Simitli | Simitli | Simitli | Simitli | Simitli | Simitli | Simitli | Simitli | Simitli | Simitli | Simitli | Simitli | Simitli | Simitli | Simitli | Simitli |
| --- | ------- | ------- | ------- | ------- | ------- | ------- | ------- | ------- | ------- | ------- | ------- | ------- | ------- | ------- | ------- | ------- | ------- | ------- | ------- |
| Ano | 1887    | 1910    | 1934    | 1946    | 1956    | 1965    | 1975    | 1985    | 1992    | 2001    | 2002    | 2003    | 2004    | 2005    | 2006    | 2007    | 2008    | 2009    | 2010    |
| População |         |         |         | …       | …       | 5 089   | 6 525   | 7 111   | 7 466   | 7 154   | 7 127   | 6 980   | 6 986   | 6 900   | 6 868   | 6 828   | 6 878   | 6 833   | 6 781   |
| Fontes: Instituto Nacional de Estatísticas, „citypopulation.de“, „pop-stat.mashke.org“, Bulgarian Academy of Sciences |         |         |         |         |         |         |         |         |         |         |         |         |         |         |         |         |         |         |         |